# باول ماك إيوان
باول ماك إيوان (19 ديسمبر 1953 بكرايستشرش في نيوزيلندا - ) (بالإنجليزية: Paul McEwan)‏ هو لاعب كريكت نيوزلندي. شارك مع منتخب نيوزيلندا الوطني للكريكت. أما مع النوادي، فقد لعب مع فريق كانتربري للكريكت ‏.

## وصلات خارجية
- باول ماك إيوان على موقع إي آس بي آن كريك إنفو (الإنجليزية)